# Solero
Solero — бренд мороженого, принадлежащий компании Unilever. Продукция распространяется в Италии компанией Algida. Продажи мороженого Solero начались в 1994 году в Великобритании и в 1995 году в других странах. В некоторых странах, например, в Иране, десерт называется Salar. В России похожий десерт называется Эkzo и принадлежит компании «Инмарко». В Австралии десерт носит название Splice.

## Описание
Оригинальный продукт Solero представляет собой эскимо со вкусом ванили, покрытое сорбетом из экзотических фруктов. В версиях, продаваемых в настоящее время, внутри также содержится фруктовый вкус, а в некоторых вариантах (как в случае с Solero Ice) внешняя часть представляет собой не сорбет, а фруктовый лёд. Версия Solero Shots, выпуск которой начался в 1999 году, представляет собой шарики фруктового льда в пластиковой упаковке. Вариант Solero Smoothie, выпуск которого начался в 2007 году, относится к мороженому, созданному в США в 1920-е годы.

## Вкусы
- Solero Exotic — версия со вкусом экзотических фруктов (1996)
- Solero Red Fruits — версия с клубнично-малиновым вкусом (1996)
- Solero Shots — шарики фруктового льда с разными вкусами (1999)
- Solero Ice — версия с клубнично-лимонным вкусом (2000)
- Solero Smoover — версия со вкусом экзотических фруктов (2002)
- Solero Orange Fresh — версия с апельсиновым вкусом (2006)
- Solero Smoothie — смузи с разными фруктовыми начинками (2007)
- Solero Fruity — версия с ананасово-дынным вкусом (2006)
- Solero Berry Berry — версия с ягодным вкусом (2010)